# Kerstening van de Friezen

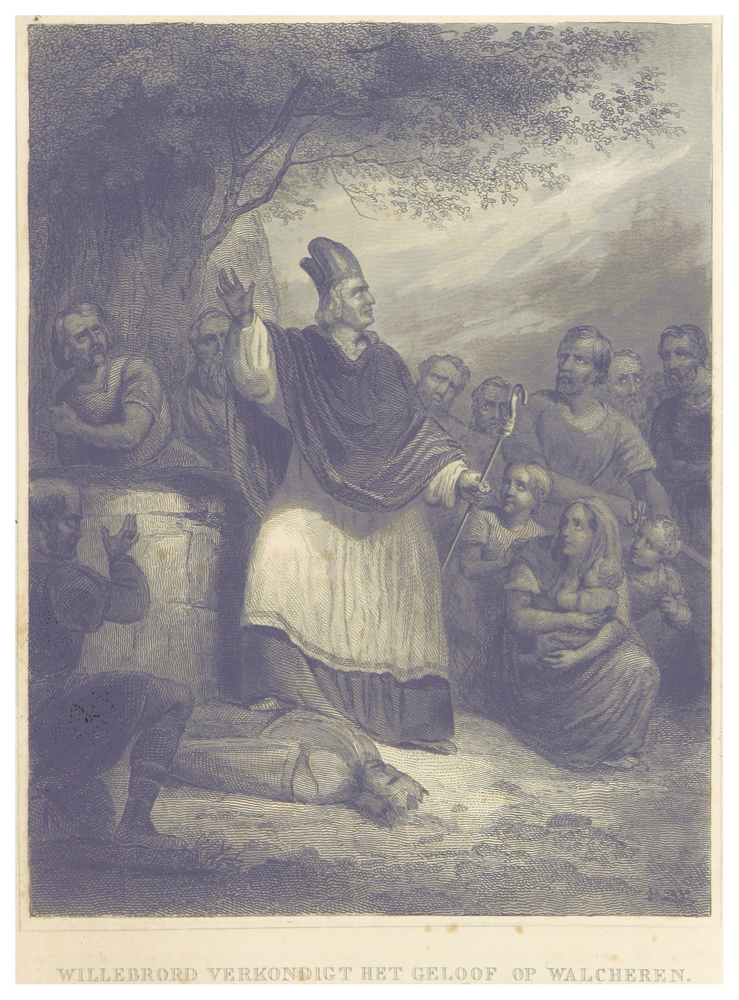
Willibrord verkondigt het geloof op Walcheren

De kerstening van de Friezen is het proces waarbij de Friezen hun oude heidense religie (vooral de Germaanse mythologie) opgaven voor het geloof in het christendom. Deze kerstening nam een aanvang in de tweede helft van de 7e eeuw en duurde voort tot het begin van 11e eeuw, ruim drie eeuwen. 
In het algemeen was het een langzaam proces, met korte perioden van opleving van het oude geloof, bijvoorbeeld in de jaren van de Frankische Burgeroorlog (715-718) toen Willibrord moest vluchten , in 754 toen Bonifatius met zijn medestanders bij Dokkum werd gedood, in 784 tijdens de opstand van de Oost-Friezen en Saksen en de Saksische Opstand van 793, waaraan ook de Wezerfriezen deelnamen. De kerstening van de Friezen ging gelijk op met de Fries-Frankische oorlogen en de uitbreiding van het Frankische Rijk.

## Angelsaksisch en Frankisch christendom
Er was sprake van een Angelsaksisch en Frankisch christendom, dat werd verspreid. Het Angelsaksische christendom kwam voort uit de Vroeg-Britse kerk, Iers-Schotse kerk en Angelsaksische kerk. De Vroeg-Britse kerk ontstond eind 2e - begin 3e eeuw onder de Keltische bevolking van Brittannië, toen ze deel uitmaakte van het Romeinse Rijk. De Romeinen trokken zich in het jaar 410 terug en de christelijke Britten moesten zich zonder Romeinse hulp staande houden tegen binnengevallen Angelen en Juten uit Zuid-Scandinavië en Friezen en Saksen van de Noordzeekust. De Britten werden verdreven naar onder meer Wales en Cornwall en gingen los van Rome hun eigen weg. Hun missionarissen predikten in Ierland en Schotland; zo ontstond de Iers-Schotse kerk. 
Daar namen kloosters een centrale positie in en was er geen kerkelijke organisatie naar Rooms voorbeeld. Kloosters werden centra van cultuur en wetenschap en sloegen een eigen weg in. De Ier Columbanus trok naar het Europese vasteland, kerstende het Frankenrijk vanaf eind 6e eeuw, was de grondlegger van het Frankische kloosterwezen begin 7e eeuw en kwam in conflict met de Roomse en Frankische traditie. 
De Angelsaksische kerk begon in 596 met de komst van abt Augustinus in opdracht van paus Gregorius de Grote. Hij bekeerde de Angelsaksische koning Ethelbert en kreeg een huis in de plaats die Canterbury werd. Andere Angelsaksische koningen volgden. De Angelsaksische kerk was geheel op Rome georiënteerd en bouwde voort op de basis, die door de Vroeg-Britse kerk was gelegd. Een botsing met de Iers-Schotse kerk was onvermijdelijk en werd in 664 in het voordeel van de Angelsaksische kerk beslecht.
De Franken waren in de 3e eeuw een gebied binnengetrokken, dat al grotendeels gekerstend of in aanraking met het christendom gekomen was. Hun koning Clovis I werd in 498 of 499 gedoopt en daarmee ook kerkelijk leider van de Franken. Zijn veroveringen van het gebied van onbekeerde buren, werden 'bekeringsoorlogen'. Hij was na zijn doop volgens de historicus Pierre Trouillez "even arglistig en gewelddadig als in zijn heidense tijd". De Frankische kerk was in de 7e en 8e eeuw diep gezonken, zo wist Bonifatius aan paus Zacharias te melden.

## De eerste zendingsactiviteiten
De allereerste missieactiviteiten in het Friese gebied ruwweg ten noorden van de Rijn vonden plaats omstreeks 630. De Frankische koning Dagobert stichtte in deze tijd een kerkje in de restanten van een Romeins fort in Utrecht.

## Aldgisl en Radboud
Rond 650 kwam er een einde aan deze eerste missieactiviteiten toen de Friezen de Franken verdreven en er weer een Friese koning in Utrecht heerste. Tijdens deze oorlog werd de kerk te Utrecht door de Friezen verwoest. Tientallen jaren later zetelde de Friese koning Aldgisl in Utrecht. In 678 kwam Wilfried, de bisschop van York, bij hem aan het hof en verbleef ongeveer een half jaar in het Friese rijk. Met toestemming van Aldgisl trok hij door het land van de Friezen om te preken en bracht, volgens zijn hagiografie, velen tot het christelijke geloof. Aldgisl werd opgevolgd door Radboud, die weliswaar de handelsmetropool Dorestad aan de Austrasische hofmeier Pepijn van Herstal verloor, maar zijn dochter Theudesinda met diens zoon en beoogd opvolger Grimoald de Jongere zag trouwen. Na de moord op Grimoald ontstond de Frankische Burgeroorlog, waarbij Radboud streed aan de zijde van de Neustriërs tegen Karel Martel, de buitenechtelijke zoon van Pepijn van Herstal. Radboud overwon, keerde terug naar Frisia en nam Dorestad weer in bezit. Pas na Radbouds dood in 719 zag Karel Martel kans Frisia aan te vallen en een groot gebied te veroveren. In 734 kwam met de nederlaag van de Friese aanvoerder Bubo ook Westerlauwers Friesland in Frankische handen. 
In het kielzog van de Franken kwamen verschillende missionarissen hun bekeringswerk doen. Martels kleinzoon Karel de Grote kwam door zijn verovering van het gebied van de Saksen er toe om het laatste deel van Frisia in te nemen. Daarna ontmoette de Friese priester Liudger de dichter Bernlef. Bernlef zou door Liudger van zijn blindheid zijn genezen en voortaan aan missiewerk hebben deelgenomen. Balladen over Friese koningen zong hij niet meer. De Friese cultuur was geheel op een mondelinge traditie overgeleverd. Toen deze overlevering verboden werd, verdween de herinnering aan het verleden. Onder Karel de Grote moesten Friezen zich bekeren of de dood onder ogen zien.

## Vikingen
De komst van de Vikingen en hun aanhoudende invallen in de 9e en 10e eeuw zorgden voor ernstige ontwrichting en ontregelden de ontwikkeling van het christendom in de Friese gewesten. Niettemin verrezen met hulp vanuit grote Frankische kloosters en bisschoppelijke centra in de 10e eeuw overal houten kerkjes. Vanaf de achtste eeuw bestond er bovendien een Friese emigratiestroom naar gebieden in Noord-Friesland die onder het gezag van Deense koningen stonden. 

## Kloosters
De oudste kloostervestiging in de Friese gewesten was het Sint-Odulfusklooster bij Stavoren, een gemeenschap van Augustijner kanunniken die vermoedelijk al in de 10e eeuw bestond. Ook het adellijke klooster Reepsholt moet al voor 983 zijn gesticht. Het zou echter tot de tweede helft van 12e eeuw duren voordat in de Friese gebieden sprake was van een intensiever geestelijk leven.
Wel hadden grote rijksabdijen als Werden an der Ruhr, Corvey en Fulda, andere abdijen in , Prüm, Saint-Amand en Utrecht (Paulusabdij) sinds de 10e eeuw omvangrijke bezittingen in de Friese kustgewesten, die ze veelal uit koninklijke hand hadden verkregen.
In 1132 werd Sint-Odulphusklooster, dat inmiddels was toegetreden tot de orde van de  Benedictijnenn gesplitst in een mannen- en een vrouwenklooster, waarna de vrouwen verhuisden naar Hemelum. Het Premonstratenzerklooster Aland in de Krummhörn volgde na 1150, Ludingakerke bij Harlingen rond 1158, de Cisterciënzerabdij van Klaarkamp bij Rinsumageest omstreeks 1160, Mariëngaarde bij Hallum in 1163, Oldeklooster in de Marne in 1175, Oestringfelde bij Jever en Barthe (klooster) bij Hesel omstreeks dezelfde tijd, Feldwerd bij Holwierde in 1183, Germania te Thesinge omstreeks 1185, Bloemkamp bij Hartwerd in 1191, en ten slotte de beroemde Sint-Bernardusabdij van Aduard in 1192, Ook de Oost-Friese Benedictijnse kloosters Meerhuisen, Thedinga, Sielmönken, Marienthal (Norden) en Marienkamp bij Esens dateren al uit de laatste decennia van de 12e eeuw. Ten minste negentien Friese kloosters zijn dus voor 1200 gesticht. 
In Wezerfriesland ontbreken de vroege kloosterstichtingen (afgezien van een Benedictijner nonnenklooster te Bredehorn bij Bockhorn, genoemd in 1211), en ook later blijven ze grotendeels beperkt tot een handvol Johannieter zusterhuizen. Uit Noord-Friesland zijn geen inheemse kloosters bekend.

## Missionarissen
Onder de missionarissen die een rol speelden in de kerstening van Frisia behoren:
- Egistus en Engelmundus
- Eligius
- Egbert
- Wilfried
- Wigbert
- Wulfram
- Willibrord
- Switbert
- Adelbert
- Werenfried
- Bonifatius
- Eoban
- Gregorius
- Alberik
- Ludger
- Frederik
- Odulfus
- Radboud
- Balderik

## Voetnoten
1. ↑  Otten, D. (2012), Hoe God verscheen in Saksenland, Deventer Universitaire Pers, p.31,73
2. ↑  Pierre Trouillez, De Germanen en het Christendom: Een bewogen ontmoeting in de 5de-7de eeuw, 2010. Zonder bronvermelding bij Otten, Friesland, p. 21.
3. ↑  C.J.C. Broer, M.W.J. de Bruijn, 'Bonifatius en de Utrechtse kerk', in: E.S.C. Erkelens-Buttinger (red.), De kerk en de Nederlanden: archieven, instellingen, samenleving, Hilversum: Uitgeverij Verloren, 1997, p. 43-66. ISBN 90-6550-558-X,
4. ↑  Luit van der Tuuk (2016), De Franken, Omniboek, p.168, 'Hij vaardigde een officieel decreet uit dat de doodstraf voorschreef voor degenen die de doop weigerden of vasthielden aan hun heidense gewoonten.'